# 竹村一義
竹村 一義（たけむら かずよし、1949年12月19日 - ）は、高知県安芸郡安田町出身の元プロ野球選手（投手）。

## 来歴・人物
安芸高校ではエースとして活躍。1967年春季四国大会県予選で決勝に進出し、土佐高の萩野友康と投げ合うが惜敗。夏の甲子園県予選では準々決勝で高知工に敗退、甲子園には出場できなかった。
同年11月、ドラフト7位で大洋ホエールズに指名され、卒業後に入団。しかし在籍5年半で僅か2勝しかできず、1973年のシーズン途中に山口富士雄との交換トレードで阪急ブレーブスへ移籍した。この年は8勝を挙げて、パ・リーグのプレーオフ（対南海ホークス）にも出場し活躍している。
1974年には開幕投手を務め9勝3敗、勝率.750という好成績を残して、最優秀勝率投手のタイトルも獲得。さらに1975年には、自己最多となる11勝を挙げた。
1976年6月17日の日本ハムファイターズ戦では4回にウィリアムスの後頭部へ死球を投じた後の5回にも上垣内誠へも顔付近への投球が死球となり、怒った日本ハム監督の大沢啓二が一塁コーチャーズボックスから駆けつけて殴打した。
またウィリアムスもこの際、乱闘に参加して2人は退場処分となった。大沢は原因をつくった竹村も退場するよう審判団に迫ったが、当時は危険球退場の規定はないため処分は受けなかった。一方、この騒ぎで退場となった2人は罰金5万円と一週間の出場停止の処分も追加された。大沢は処分を呑んだうえで危険な投球に対しては退場処分を下すように主張を続けた。
阪急に在籍した約4年間は、常に先発ローテーションの一角にあり、活躍した。この間2度、日本一（日本シリーズ優勝）の経験がある。
その後は1977年のシーズン開幕直前に笹本信二との交換トレードで新井良夫と共に阪神タイガースへ移籍するも、右肘の故障で十分な活躍ができず自由契約になると前述の因縁があった日本ハムのキャンプに参加して入団テストを受けたが採用にはならずに引退した。この入団テスト参加は、殴打事件後に竹村を気にかけていた大沢の計らいによるという。またこの時、キャンプ及び入団テスト参加の滞在費は全て竹村本人の負担になるところだったが、大沢から「これで勘弁してくれ」とこれに相当する額の金銭を包んで渡されたという。
右上手から、最高球速145 km/hの速球に加えてスライダー・カーブ・シュート・チェンジアップなど、多彩な変化球を投げた。投手ながら俊足であり、代走として公式戦に出場した経験もある。打撃センスも良く、1974年には打率.244・5盗塁を記録している。
引退後はスポーツ用品会社経営の傍ら、中学生シニア硬式野球の監督として25年間指導した。
2009年1月19日付で、東京工芸大学硬式野球部（神奈川大学野球連盟所属）の監督に就任、2014年秋季2位、2016年春季2位、2018年春季2部優勝（入替戦では横浜商科大学に敗退）の成績を上げて1部昇格に後1歩で手が届くところ迄チーム力を上げている。

## 詳細情報

### 年度別投手成績
| 年 度     | 球 団     | 登 板 | 先 発 | 完 投 | 完 封 | 無 四 球 | 勝 利 | 敗 戦 | セ 丨 ブ | ホ 丨 ル ド | 勝 率 | 打 者 | 投 球 回 | 被 安 打 | 被 本 塁 打 | 与 四 球 | 敬 遠 | 与 死 球 | 奪 三 振 | 暴 投 | ボ 丨 ク | 失 点 | 自 責 点 | 防 御 率 | W H I P |
| --------- | --------- | ----- | ----- | ----- | ----- | -------- | ----- | ----- | -------- | ----------- | ----- | ----- | -------- | -------- | ----------- | -------- | ----- | -------- | -------- | ----- | -------- | ----- | -------- | -------- | ------- |
| 1968      | 大洋      | 1     | 0     | 0     | 0     | 0        | 0     | 0     | --       | --          | ----  | 7     | 2.0      | 0        | 0           | 1        | 0     | 0        | 1        | 0     | 0        | 0     | 0        | 0.00     | 0.50    |
| 1969      | 大洋      | 1     | 0     | 0     | 0     | 0        | 0     | 0     | --       | --          | ----  | 5     | 1.0      | 2        | 0           | 1        | 0     | 0        | 0        | 1     | 0        | 2     | 1        | 9.00     | 3.00    |
| 1971      | 大洋      | 38    | 9     | 0     | 0     | 0        | 2     | 5     | --       | --          | .286  | 421   | 103.2    | 72       | 4           | 47       | 1     | 7        | 72       | 0     | 0        | 38    | 33       | 2.86     | 1.15    |
| 1972      | 大洋      | 15    | 4     | 0     | 0     | 0        | 0     | 2     | --       | --          | .000  | 131   | 27.0     | 35       | 2           | 17       | 2     | 2        | 15       | 0     | 0        | 25    | 23       | 7.67     | 1.93    |
| 1973      | 大洋      | 9     | 0     | 0     | 0     | 0        | 0     | 0     | --       | --          | ----  | 45    | 10.2     | 12       | 2           | 1        | 0     | 1        | 11       | 0     | 0        | 7     | 7        | 5.73     | 1.22    |
| 1973      | 阪急      | 24    | 14    | 3     | 1     | 0        | 8     | 3     | --       | --          | .727  | 510   | 120.1    | 117      | 11          | 44       | 5     | 9        | 54       | 1     | 2        | 49    | 39       | 2.93     | 1.34    |
| '73計     | 阪急      | 33    | 14    | 3     | 1     | 0        | 8     | 3     | --       | --          | .727  | 555   | 131.0    | 129      | 13          | 45       | 5     | 10       | 65       | 1     | 2        | 56    | 46       | 3.16     | 1.33    |
| 1974      | 阪急      | 31    | 27    | 2     | 0     | 0        | 9     | 3     | 0        | --          | .750  | 592   | 136.0    | 135      | 14          | 42       | 2     | 10       | 60       | 3     | 0        | 69    | 61       | 4.04     | 1.30    |
| 1975      | 阪急      | 26    | 19    | 7     | 0     | 1        | 11    | 6     | 0        | --          | .647  | 581   | 137.1    | 126      | 19          | 53       | 3     | 3        | 45       | 3     | 0        | 64    | 53       | 3.48     | 1.30    |
| 1976      | 阪急      | 14    | 5     | 2     | 0     | 0        | 0     | 3     | 0        | --          | .000  | 242   | 54.0     | 72       | 4           | 15       | 0     | 2        | 20       | 0     | 0        | 32    | 27       | 4.50     | 1.61    |
| 1977      | 阪神      | 13    | 1     | 0     | 0     | 0        | 0     | 1     | 0        | --          | .000  | 80    | 17.0     | 23       | 3           | 8        | 0     | 1        | 12       | 0     | 0        | 13    | 11       | 5.82     | 1.82    |
| 通算：9年 | 通算：9年 | 172   | 79    | 14    | 1     | 1        | 30    | 23    | 0        | --          | .566  | 2614  | 609.0    | 594      | 59          | 229      | 13    | 35       | 290      | 8     | 2        | 299   | 255      | 3.77     | 1.35    |

- 各年度の太字はリーグ最高

### タイトル
- 最高勝率：1回（1974年）

### 背番号
- 61 （1968年）
- 36 （1969年 - 1971年、1973年 - 同年途中）
- 14 （1972年）
- 55 （1973年途中 - 同年終了）
- 28 （1974年 - 1976年）
- 20 （1977年）